# Skalunda
Skalunda är kyrkbyn i Skalunda socken på Kålland i Lidköpings kommun. Mellan 2015 och 2020 avgränsade SCB här en småort.
I Skalunda finns flera fornlämningar bland annat gravar av järnålderstyp och vid kyrkan finns två runstenar.
Under tidig medeltid fanns i Skalunda en  kungsgård, en av åtta i Västergötland som tillhörde Uppsala öd, vars ålder är obekant. Namnet på två gårdar, Lagmansgården och Lagmanstorp indikerar att där också varit platsen för områdets lagman. Skalunda var under medeltiden en ort av betydelse och förvaltningscentrat över ett större område, det så kallade "Skalunda bo". 

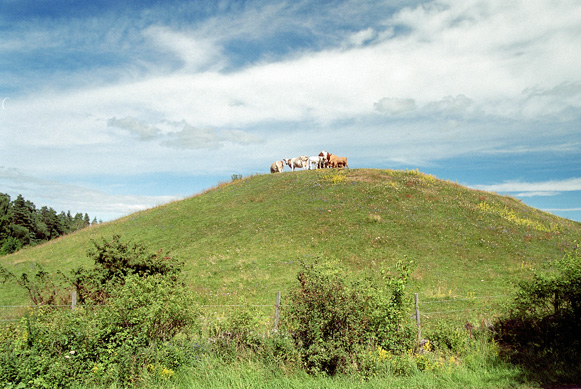
Skalunda hög.

## Skalunda hög
250 meter nordväst om kyrkan ligger Västsveriges största – och Sveriges näst största – gravhög, Skalunda hög. Dess storlek – omkring 65 meter i diameter och 7 meter hög – är jämförbar med de största uppländska kungshögarna från folkvandringstid och bara något mindre än Anundshög i Västerås. Gravhögen utpekades 1956 av Birger Nerman som den sannolika platsen där Beowulf, en geatisk sagokung, skulle ligga begraven – en idé som emellertid inte är underbyggd på ett vetenskapligt sätt.
Gravhögen är ännu inte utgrävd, men C14-undersökningar från markytan har daterat den till c:a 600-talets början. Intill högen finns också en domarring som består av sju cirkelställda klumpstenar. Dess diameter är tio meter. 
400 meter sydöst om kyrkan finns ännu en gravhög som benämns Kung Skjolms hög. Den är 25 meter i diameter och 2,5 meter hög. På kyrkogården står två runstenar (Vg 44-45).